# Pali, Rajasthan
Pali är en stad i Rajasthan i nordvästra Indien. Den är administrativ huvudort för distriktet Pali och hade cirka 230 000 invånare vid folkräkningen 2011. Pali är känd för sin textilindustri. 